# 21551 Geyang
21551 Geyang è un asteroide della fascia principale. Scoperto nel 1998, presenta un'orbita caratterizzata da un semiasse maggiore pari a 3,0969715 UA e da un'eccentricità di 0,0386014, inclinata di 9,15596° rispetto all'eclittica.